# Whitefield, Greater Manchester
Whitefield är en ort i distriktet Bury, Storbritannien. Den ligger i grevskapet Greater Manchester och riksdelen England, i den centrala delen av landet, 270 km nordväst om huvudstaden London. Whitefield ligger 124 meter över havet och antalet invånare är 23 545.
Terrängen runt Whitefield är huvudsakligen platt, men norrut är den kuperad.Runt Whitefield är det mycket tätbefolkat, med 1 411 invånare per kvadratkilometer. Närmaste större samhälle är Manchester, 8,7 km sydost om Whitefield. Runt Whitefield är det i huvudsak tätbebyggt.